# عبد العلي علي عسكري
عبدالعلي علي عسكري؛ من مواليد 1958 في ري، طهران، إيران هو مسؤول تنفيذي إعلامي إيراني وهو المدير العام الحالي لإذاعة جمهورية إيران الإسلامية.
علي عسكري كان نائبًا سابقًا في إذاعة جمهورية إيران الإسلامية والمسؤول عن قسم التكنولوجيا فيها، كما كان أستاذًا في جامعة البث الإيرانية، عُينَ مديرًا عامًا لإذاعة جمهورية إيران الإسلامية في 11 مايو 2016 بعد استقالة المدير السابق محمد سرافراز من منصبه، كما لُقِبَ بـ «والد التلفزيون الرقمي في إيران» لعمله على تحويل المنظمة من التناظرية إلى الرقمية.

## قبل الثورة
قبيل الثورة الإسلامية عام 1979 كان علي عسكري من أتباع روح الله الخميني، مؤسس جمهورية إيران الإسلامية، مما أدى إلى اعتقاله من قبل المخابرات التابعة للحكومة السابقة وبقي في السجن حتى الأيام الأخيرة للثورة.

## المسار المهني
شغل مناصب مهمة داخل الجمهورية الإسلامية بعد الثورة، بما في ذلك مستشار المجلس الأعلى للثورة الثقافية ورئيس كلية إذاعة جمهورية إيران الإسلامية.
وكان علي عسكري من المرشحين ليكون رئيسًا لإذاعة جمهورية إيران الإسلامية منذ نوفمبر 2014، ولكن الاختيار وقع على محمد سرافراز بدلا عنه.
تم تعيين علي عسكري كرئيسًا لإذاعة جمهورية الإسلامية إيران في 11 مايو 2016.